# Kokol
Kokol je 145. najbolj pogost priimek v Sloveniji, ki ga je po podatkih Statističnega urada Republike Slovenije na dan 31. decembra 2007 uporabljalo 1076 oseb.

## Znani nosilci priimka
- Dejan Kokol, fotograf
- Hadrijan Kokol, redovnik
- Matevž Kokol, politolog
- Miha Kokol, nogometaš
- Miro Kokol, skladatelj
- Peter Kokol, univerzitetni pedagog; šahist (=drug)?
- Vladimir Kokol, nogometaš